# لماذا انتقل الآخرون إلى الديمقراطية وتأخر العرب؟
لماذا انتقل الآخرون إلى الديمقراطية وتأخر العرب  كتاب وضعه مجموعة من المؤلفين العرب  يحتوي محصلة اللقاء السنوي الثامن عشر لمشروع دراسات الديمقراطية في البلدان العربية، الذي انعقد في كلية سانت كاثرين في جامعة أكسفورد في 26 يوليو 2008. وتناول اللقاء موضوع: الانتقال إلى نظم حكم ديمقراطية: دراسة مقارنة لدول عربية مع دول أخرى، وذلك بهدف أساسي، هو معرفة الأسباب التي كانت وراء نجاح الكثير من حالات الانتقال من نظم حكم الفرد أو القلة، إلى نظم الحكم الديمقراطي، في جنوب أوروبا وشرقها، وفي أمريكا اللاتينية، وجنوب شرق آسيا، وأفريقيا. وكذلك معرفة الأسباب التي تقف دون إتمام حالات انتقال مماثلة في الدول العربية.
صدر الكتاب عن مركز دراسات الوحدة العربية في أول مايو 2009 في 304 صفحة.

## محتوى الكتاب
- خلاصة الكتاب (عبد الفتاح ماضي)
- كلمة الافتتاح (رغيد كاظم الصلح)
- كلمة منسق اللقاء (علي خليفة الكواري)
- المشاركون
الفصل الأول
مداخل الانتقال إلى نظم حكم ديمقراطية (عبد الفتاح ماضي) – المناقشات
الفصل الثاني
تجربة الانتقال إلى الديمقراطية في دولة الكويت (علي فهد الزميع) – المناقشات
الفصل الثالث
الانتقال إلى الديمقراطية: بين تجربة سويسرا وتجربة لبنان (رغيد كاظم الصلح) – المناقشات
الفصل الرابع
عقبات الانتقال إلى نظام حكم ديمقراطية: دول عربية مختارة
(1) عقبات الانتقال إلى نظام حكم ديمقراطي في السودان: صراع النخب وتدخل الجيش يؤجلان الديمقراطية (عبد الوهاب الأفندي)
(2) عقبات الانتقال إلى نظام حكم ديمقراطي في البحرين: ديمقراطية معاقة وإصلاح متعثر (عبد النبي العكري)
(3) عقبات الانتقال إلى نظام حكم ديمقراطي في مصر: سلطة تجدد آليات سيطرتها ومعارضة غير توافقية (عبد الفتاح ماضي)
(4) معوقات الانتقال إلى نظام حكم ديمقراطي في اليمن: غياب المشروع الوطني الحداثي (فؤاد الصلاحي)
المناقشات
الفصل الخامس
مناقشة عامة ختامية: أهمية وإمكانية بناء كتلة تاريخية على قاعدة الديمقراطية
الفصل السادس
المغرب وتجربة الانتقال إلى نظام حكم ديمقراطي في إسبانيا: الدروس المستفادة (محمد مالكي)
ملاحق
(1) دعوة إلى الكتابة حول الانتقال إلى نظم حكم ديمقراطية: دراسة مقارنة لدول عربية مع دول أخرى
(2) مشروع دراسات الديمقراطية في البلدان العربية
فهرس 

## المشاركون
إبراهيم السيد علي كمال الدين (البحرين) - أحمد الشاهي (العراق/ بريطانيا) - أسامة رشدي (مصر/ بريطانيا) - جمعة عبد الله القماطي (ليبيا/ بريطانيا) - جورج القصيفي (لبنان) - حسام الملاك (العراق/ بريطانيا) - خائد الشامي (مصر/ بريطانيا) - خديجة صفوت (السودان/ بريطانيا) - رغيد كاظم الصلح (لبنان/ بريطانيا) - سعيد الشهابي (البحرين/ بريطانيا) - صباح المختار (العراق/ بريطانيا) - ضياء الفلكي (العراق/ بريطانيا) - عاطف عبد العزيز الشهري (السعودية/ بريطانيا) - عبد الحبار إبراهيم صالح (البحرين) - عبد الجليل كاظم الوالى (العراق/ الإمارات) - عبد الحميد محمد يعقوب التميمي (الأردن/ بريطانيا) - عبد الفتاح ماضي (مصر) - عبد النبي العكري (البحرين) - عبد الوهاب الأفندي (السودان/ بريطانيا) - علاء الشهابي (البحرين/ بريطانيا) - علي فهد الزميع (الكويت/ بريطانيا) - علي خليفة الكواري (قطر) - غسان إبراهيم (سورية/ بريطانيا) - فؤاد الصلاحي (اليمن) - كامل حشيشو (لبنان/ بريطانيا) - كامل مهدي (العراق/ بريطانيا) - مبدر سلمان الويس (العراق) - محمد الجابر (الأهواز/ بريطانيا) - منصور يوسف العجب (السودان/ بريطانيا) - ناصر الخليفة (قطر/ بريطانيا) - ناصر قلاون (لبنان/ بريطانيا) - ناصر منصور السابا (سورية/ فرنسا) - نبيل الحيدري (العراق/ بريطانيا) - نزار يوسف (السودان/ بريطانيا) - نيره القصاب المختار (العراق/ بريطانيا) - هشام الصلح (لبنان/ بريطانيا) - هيا السادة (البحرين/ بريطانيا).

## كلمة الافتتاح
قدم كلمة الافتتاح رغيد كاظم الصلح من لبنان وجاء في كلمته: «باسم مشروع دراسات الديمقراطية في البلدان العربية، أرحب بكم في لقائنا هذا اليوم، الذي نعقده حول موضوع الانتقال إلى الديمقراطية. إن هذا الموضوع يحاط بمناخ من التشاؤم في مجتمعاتنا، فنحن اليوم نبدو وكأننا نسير بعكس السير على الصعيد العالمي. ففي العالم مجتمعات عديدة تخطو بثبات على طريق نبذ أنظمة الاستبداد، وعلى طريق الانتقال إلى الديمقراطية، ومجتمعات أخرى تنجز مهمات وأهداف هذه المرحلة لكي تنتقل إلى ما بعدها، مرحلة توطيد الديمقراطية وترسيخها. أما نحن، فإننا نبدو وكأننا نسير في اتجاه مضاد؛ فننتقل من مراحل الانفتاح السياسي. إلى مراحل الانغلاق؛ ومن إنجاز بعض مهام المرحلة الانتقالية، إلى ما قبلها من انسداد واستبداد. وإذا كان البعض يتحدث باعتزاز عن خصوصية مجتمعه، وتفرده بإنجازاته، فإنَ الكثيرين يتحدثون عن المنطقة العربية الفريدة من نوعها في تمسكها بالنظم والعقائد المطلقة النابذة للديمقراطية. إِن هذا الوضع يثير الكآبة، لكنه لن يكون مدعاة لليأس والاعتزال والنكوص، إذا ما واجهنا هذه الأوضاع، مسترشدين بالعقل وبروح البحث. وهذا ما يجمعنا اليوم في هذا الملتقى.»

## مقتطفات من الكتاب
عقبات الانتقال إلى نظام حكم ديمقراطي في مصر (عبد الفتاح ماضي)
الحديث عن العقبات يقتضي قراءة معمقة، ومتابعة عميقة لعدة أمور، قد لا يتسع الوقت هنا لتناولها كلها في هذه المداخلة المقتضبة. لكنني أعتبر أن من أبرز هذه الأمور، موضع ازدواجية التعامل مع القضايا المتعلقة بالديمقراطية، والانتقال إلى نظم الحكم الديمقراطي. وأعني هنا ازدواجية التعامل مع بعض الأمور الحاسمة ذات الصلة. كدور العامل الخارجي، ودور الدين وموقعه من الديمقراطية، بل والازدواجية مع الديمقراطية ذاتها كمفهوم. بشأن دور الخارج، على سبيل المثال، يمكن الإشارة إلى أنه، في الوقت الذي تأخذ كل شعوب الأرض، ومنها الشعب المصري، من الغرب أشياء كثيرة، فإنه لدى الحديث عن مؤسسات الحكم، ودولة المؤسسات، وكل الأمور المتصلة بحكم القانون، والتداول على السلطة؛ نجد الكثير من القوى المعارضة والرسمية تدقق كثيرا، وتطرح الكثير من التساؤلات، منها ما يدور حول ما إذا كانت الإجراءات والمؤسسات المعمول بها في الغرب في صالحنا أم لا، بل وحول ما إذا كان في الإمكان تطبيقها في مصر أم لا. ومنها ما يربط ذلك بنوايا أمريكا تجاه دعم الديمقراطية في مصر وفي دول أخرى، رغم عدم وجود هذه الدعم في الأساس، وهكذا. ويهتم الكثيرون في مصر بعيوب الديمقراطية في الغرب أكثر من الديمقراطية ذاتها، وبعض القوى السياسية في مصر يتحدث عن أمريكا أكثر من التحدث عن عيوب النظام المصري؛ وكأننا قد وصلنا إلى مرحلة الديمقراطية، وعلينا الآن حل مشكلاتها.

## وصلات خارجية
https://kotobon.com/item.php?item_id=16609 لماذا انتقل الآخرون إلى الديمقراطية وتأخر العرب
http://search.mandumah.com/Record/441858 لماذا انتقل الآخرون إلى الديمقراطية وتأخر العرب
http://opac.birehlibrary.ps/records/1/35523.aspx نسخة محفوظة 28 سبتمبر 2022 على موقع واي باك مشين. لماذا انتقل الآخرون إلى الديمقراطية وتأخر العرب
https://www.goodreads.com/book/show/12859836 لماذا انتقل الآخرون إلى الديمقراطية وتأخر العرب